# رازی
رازی آنچه را به ری منسوب است، می‌گویند. از این جمله اند:
- شیوه رازی، سبک معماری
- گویش رازی

نیز شماری از نامدارانی که به ری منسوب اند و با نام رازی خوانده می‌شوند، از این قرار اند:
- محمدِ زکریای رازی، (شعبان ۲۵۱ هجری قمری، ۲۷ اوت ۸۶۵، ری. پنجم شعبان ۳۱۳ هجری (۱۵ اکتبر ۹۲۵ میلادی)، ری) پزشک، فیلسوف و شیمی‌دان.
- عبدالرحمان صوفی رازی، (۲۸۱ هجری قمری، ری. ۳۳۵ هجری قمری، شیراز)، ریاضی‌دان و ستاره‌شناس.
- ابوعلی مسکویه رازی، فیلسوف
- ابوجعفر محمد بن یعقوب کلینی رازی، فقیه، صاحب اصول کافی
- خضر بن محمد حبلرودی رازی، متکلم، فیلسوف.
- شیخ جنید رازی، عارف.
- امام فخر رازی، فیلسوف، دانشمند.
- شمس قیس رازی، ادیب
- ابن قارن رازی، پزشک
- امین احمد رازی، تذکره نویس
- قوامی رازی، شاعر
- غضائری رازی، شاعر
- بندار رازی، شاعر
- کیکاووس رازی، شاعر
- ابوحاتم رازی، متکلم
- ابوالفتوح رازی، مفسر شیعه
- جصاص رازی، مفسر حنفی
- نجم‌الدین رازی، عارف
- قطب‌الدین رازی، منطق‌دان و فیلسوف
- محمدتقی ایوانکی رازی، فقیه، نیای خاندان نجفی اصفهانی و مسجدشاهیان
- مهران رازی، سپهسالار ارتش ساسانی
- شاهمردان رازی، ستاره‌شناس و طبیعی‌دان
- منطقی رازی، شاعر
- ابوبکر احمد رازی، تاریخ‌نگار
- عبدالجلیل رازی، فقیه شیعه
- عبدالجلیل قزوینی رازی، متکلم شیعه و صاحب النقض
- ابومسعود احمد بن فرات رازی، محدث
- عبدالله رازی، نویسنده و روزنامه‌نگار